# L'amante di Lady Chatterley (film 1981)
L'amante di Lady Chatterley (Lady Chatterley's Lover) è un film del 1981 diretto da Just Jaeckin. Tratto dal celebre romanzo di David Herbert Lawrence, pubblicato nel 1928 e immediatamente messo al bando in tutta Europa, ha come protagonisti Sylvia Kristel, Nicholas Clay e Shane Briant. Remake dell'omonimo film del 1955.

## Trama
Sir Clifford Chatterley, nobile inglese arruolato nell'esercito britannico, ha perso l'uso delle gambe durante la guerra. Vive nella tenuta di famiglia con la bella moglie Constance, e non sopporta l'idea che la donna sacrifichi la sua vita per prendersi cura di lui, ormai disabile.
Clifford spinge quindi la moglie a trovarsi un amante, purché l'uomo sia della loro stessa classe sociale. Constance, però, è attratta dal guardacaccia Oliver Mellors, e inizia con lui una storia d'amore.

## Location
Il film è stato girato nella tenuta inglese di Wrotham Park, Barnet, nell'Hertfordshire.

## Distribuzione
Il film, uscito nelle sale cinematografiche statunitensi il 7 maggio 1981, arrivò in Italia nel novembre dello stesso anno su distribuzione Columbia Pictures, con doppiaggio affidato alla CVD.